# Voluntary disclosure
La Voluntary Disclosure, in italiano "collaborazione volontaria", è lo strumento che il fisco mette a disposizione dei contribuenti per regolarizzare la propria posizione fiscale. E alle banche obbliga di fornire informazioni in merito ai correntisti.
Introdotta in Italia dall'articolo 1 della legge 186/2014, la voluntary disclosure nasce con l'intento di incentivare il rientro di questi capitali: il Fisco assicura ai contribuenti che aderiscono a questo strumento sconti fino alla metà delle sanzioni. Le imposte e gli interessi dovuti sui capitali rientrati dall’estero devono invece essere versati per intero.
La Voluntary Disclosure permette gli italiani che hanno interessi, attività finanziarie e patrimoni all'estero, e che sono sconosciuti all'Agenzia delle Entrate, di fare pace con il fisco e di regolarizzare la loro posizione, anche sul piano penale, pagando le imposte scontata, e di ottenere uno sconto in alcuni casi.
La Voluntary Disclosure ha avuto due edizioni.
Partita ufficialmente il 30 gennaio del 2015, la voluntary disclosure si rivolge a tutti i contribuenti che detengono attività e beni all’estero e hanno omesso di dichiararli al fisco, per sanare le relative violazioni dichiarative, ivi incluse quelle inerenti ai maggiori imponibili riferiti e non alle attività e ai beni anzidetti.
Dopo la prima edizione, servita per regolarizzare le violazioni degli obblighi di dichiarazione dei capitali compiute fino al 30 settembre 2014, il Fisco ha dato il via alla Voluntary disclosure bis: partita il 7 febbraio 2017, sarà possibile inviare per via telematica le richieste per accedere alla procedura con il nuovo modello messo a punto dall’Agenzia delle Entrate che andrà inviato entro il 31 luglio 2017.
La nuova operazione permette invece di far emergere le attività sfuggite al fisco fino al 30 settembre 2016. Chi ha già partecipato alla prima edizione può presentare ancora istanza, ma solo ai fini della voluntary nazionale.